# 馬爾他人口
馬爾他是世界人口密度最高的國家之一，每平方公里的人口數約有1265人。馬爾他每10年舉行一次人口普查，最近一次人口普查是在2005年11月。馬爾他自史前時代開始就有人居住，在歷史上經歷過西西里人、腓尼基人、羅馬人、拜占庭人、阿拉伯人等不同民族的殖民統治。而西班牙、法國、英國等國家也在不同程度上影響了馬爾他人的生活和文化。馬爾他人口的98%是羅馬天主教徒，但馬爾他是一個保障信教自由的國家。馬爾他的官方語言是馬爾他語和英語，此外義大利語的普及率也非常高。馬爾他的識字率達93％。學生有義務在16歲前接受教育。2011年，馬爾他總人口中16.3%是65歲以上人口，14.8%是14歲以下人口